# Gornjaki (Hrašćina)
Gornjaki is een plaats in de gemeente Hrašćina in de Kroatische provincie Krapina-Zagorje. De plaats telt 159 inwoners (2001).